# Stephanie Bunte
Stephanie Bunte (* 14. Februar 1989 in Paderborn) ist eine ehemalige deutsche Fußballspielerin.

## Karriere

### Vereine
Ab dem Jahr 2005 absolvierte Bunte 63 Zweitligaspiele für den FC Gütersloh 2000, ehe sie im Sommer 2008 nach Wolfsburg wechselte. Dort wurde sie in ihren ersten vier Spielzeiten in 85 von 88 möglichen Partien eingesetzt und schoss neun Tore. Im Dezember 2011 wurde die Laufzeit ihres Vertrages auf den 30. Juni 2013 ausgedehnt. Am Saisonende 2012/13, 2013/14 und 2016/17 wurde sie mit den VfL-Damen Deutscher Meister. Nach der Saison 2016/17 beendete sie im Alter von 28 Jahren ihre aktive Spielerkarriere.

### Nationalmannschaft
Bunte kam von 2004 bis 2010 für die Nachwuchs-Nationalmannschaften des DFB in insgesamt 30 Länderspielen zum Einsatz, zuletzt am 30. September 2010 für die U23-Nationalmannschaft bei der 2:3-Niederlage im Testspiel gegen die Auswahl Englands.

## Erfolge
- Champions-League-Sieger 2013, 2014
- Deutscher Meister 2013, 2014, 2017
- DFB-Pokal-Sieger 2013, 2015, 2016, 2017